# Shohei Ono
Shohei Ono, född den 3 februari 1992 i Yamaguchi, är en japansk judoutövare.
Han tog OS-guld i de olympiska judo-turneringarna vid olympiska sommarspelen 2016 i Rio de Janeiro i herrarnas lättvikt. Vid olympiska sommarspelen 2020 i Tokyo försvarade Ono sitt guld i lättvikt. Han tog även ett silver i mixedlag.